# Aggressor (aviazione)

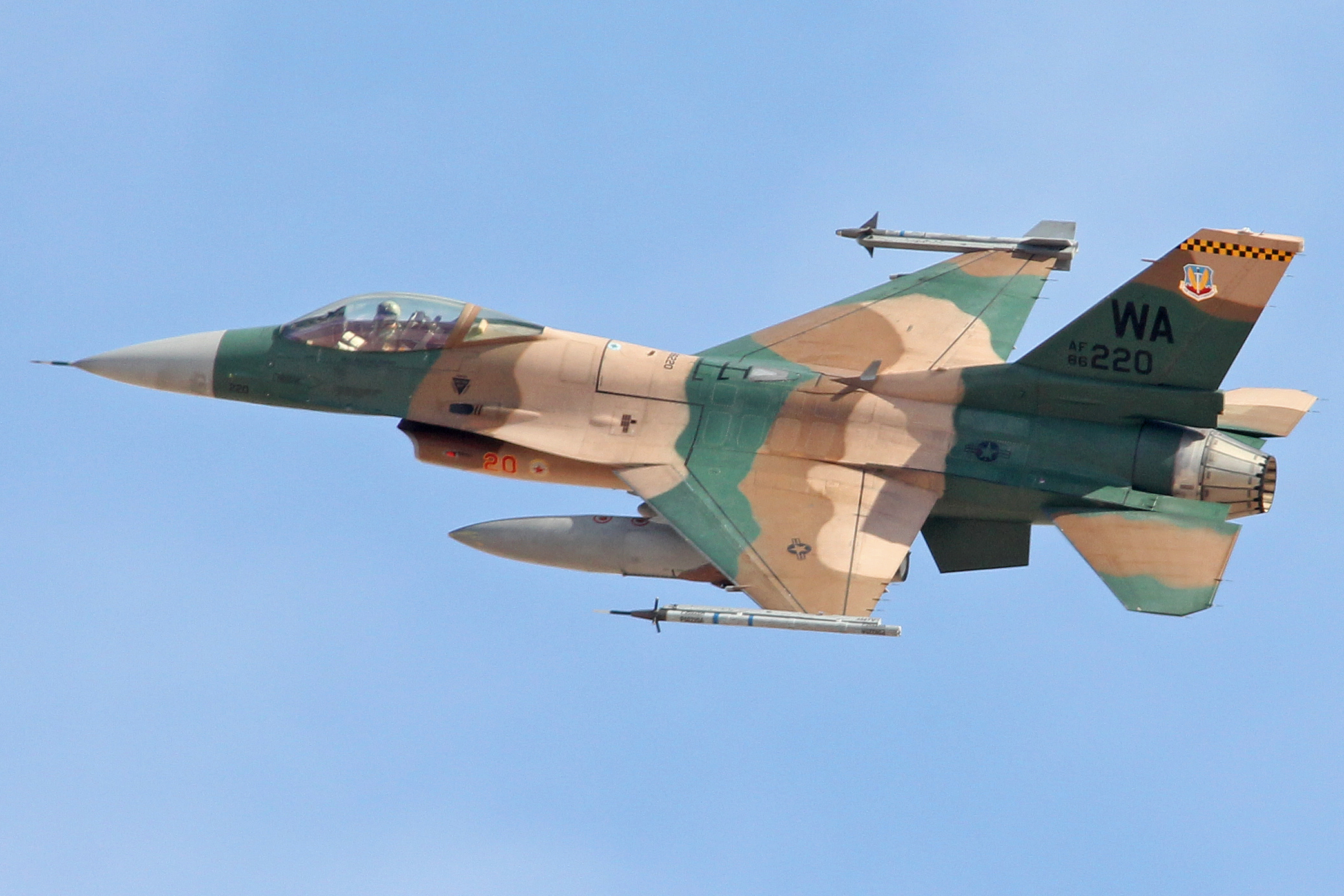
Un F-16C del 64th Aggressor Squadron, dipinto con una livrea che richiama quelli dei caccia sovietici

Il termine inglese aggressor (in italiano "aggressore") viene utilizzato per identificare una tipologia di velivoli (generalmente strutturati in squadroni) impiegati per simulare aerei nemici nel corso di esercitazioni militari, imitando gli aspetti tecnici e tattici di quelli effettivamente in dotazione a forze aeree straniere.

## Storia
Il primo impiego a scopo addestrativo di aerei atti a simulare velivoli nemici viene ricondotto alla United States Navy Fighter Weapons School, nota anche come TOPGUN. Il programma, avviato per rilanciare le scarse prestazioni ottenute dai piloti della marina statunitense negli anni Sessanta durante la guerra del Vietnam (con un rapporto di 2,5 aerei nemici abbattuti per ogni velivolo statunitense perso, contro il 14:1 della seconda guerra mondiale e il 12:1 della guerra di Corea), vide l'impiego di alcuni A-4 Skyhawk e Northrop F-5 e per simulare rispettivamente i MiG-17 e i MiG-21 sovietici utilizzati dall'aeronautica nordvietnamita. Il progetto TOPGUN ebbe sin da subito ottimi risultati, tanto che nel 1972 il rapporto tra caccia nordvietnamiti e statunitensi persi divenne 12,5:1.
Parallelamente, la United States Air Force creò nel 1977 il 4477th Test and Evaluation Squadron, soprannominato Constant Peg, che per undici anni addestrò equipaggi dell'aeronautica americana, della marina americana e dei Marines alle tecniche di combattimento contro i caccia sovietici, anche tramite l'impiego di veri MiG-17, MiG-21 e MiG-23 ottenuti dalle forze armate americane.